# Gornja Studena
Gornja Studena (izvirno srbsko Горња Студена) je naselje v Srbiji, ki upravno spada pod Občino Niška Banja; slednja pa je del Niškega upravnega okraja.

## Demografija
V naselju živi 328 polnoletnih prebivalcev, pri čemer je njihova povprečna starost 44,5 let (42,4 pri moških in 46,8 pri ženskah). Naselje ima 121 gospodinjstev, pri čemer je povprečno število članov na gospodinjstvo 3,25.
To naselje je, glede na rezultate popisa iz leta 2002, večinoma srbsko, a v času zadnjih treh popisov je opazno zmanjšanje števila prebivalcev.
|  |

| Demografija | Demografija     | Demografija     |
| Leto        | Št. prebivalcev | Št. prebivalcev |
| ----------- | --------------- | --------------- |
|             |                 |                 |
|             |                 |                 |
|             |                 |                 |
|             |                 |                 |
| 1948        | 523             |                 |
| 1953        | 516             |                 |
| 1961        | 541             |                 |
| 1971        | 484             |                 |
| 1981        | 443             |                 |
| 1991        | 433             | 422             |
| 2002        | 404             | 393             |
|             |                 |                 |

| Etnična sestava po popisu iz leta 2002 | Etnična sestava po popisu iz leta 2002 | Etnična sestava po popisu iz leta 2002 | Etnična sestava po popisu iz leta 2002 | Etnična sestava po popisu iz leta 2002 |
| -------------------------------------- | -------------------------------------- | -------------------------------------- | -------------------------------------- | -------------------------------------- |
| Srbi                                   | Srbi                                   |                                        | 376                                    | 95,67%                                 |
| Romi                                   | Romi                                   |                                        | 12                                     | 3,05%                                  |
| Neznano                                | Neznano                                |                                        | 2                                      | 0,50%                                  |